# Victor Child-Villiers
Victor Child-Villiers, potocznie lord Jersey (ur. 20 marca 1845 w Londynie, zm. 31 maja 1915 w Osterley Park) – brytyjski arystokrata, bankier i polityk, członek Partii Konserwatywnej, w latach 1891–1893 gubernator Nowej Południowej Walii. 

## Życiorys

### Pochodzenie i młodość
Pochodził z rodziny niezwykle zamożnych arystokratów, właścicieli banku Childs & Co. Jego dziadkiem od strony matki był premier Wielkiej Brytanii Robert Peel, na którego prośbę jego matką chrzestną została królowa Wiktoria. Był czternastoletnim uczniem Eton College, kiedy zmarł jego dziadek od strony ojca, 5. hrabia Jersey, a trzy tygodnie później jego ojciec, 6. hrabia Jersey. Tym samym nastoletni Victor został 7. hrabią Jersey, a zarazem głównym właścicielem banku. Po ukończeniu studiów na Balliol College w Oksfordzie (1864) aktywnie zajął się zarządzaniem firmą, jednocześnie zasiadając w Izbie Lordów w ławach konserwatystów. 

### Kariera
W latach 1875–1877 był jednym z rządowych whipów w Izbie Lordów. Z kolei w latach 1889–1890 pełnił urząd Paymaster-General. W 1890 został mianowany gubernatorem Nowej Południowej Walii, co – biorąc pod uwagę wysoki stopień autonomii tej kolonii – było funkcją w dużej mierze reprezentacyjną. Objął urząd w styczniu 1891, ale już w listopadzie 1892 podał się do dymisji, oficjalnie z uwagi na to, iż był bardzo potrzebny w swojej firmie w Londynie. Nieoficjalnie mówiło się, iż Jersey nie zdawał sobie sprawy, jak ograniczona będzie jego realna władza, a gdy to odkrył, chciał szybko odejść ze stanowiska. Ostatecznie minister kolonii przyjął jego rezygnację w marcu 1893 roku. 
W 1894 reprezentował rząd brytyjski na konferencji w Ottawie, gdzie spotkali się przedstawiciele Kanady jako jedynego ówczesnego dominium oraz rządów samorządnych kolonii brytyjskich. W 1903–1905 na prośbę władz Nowej Południowej Walii – wówczas już stanu Związku Australijskiego – reprezentował ją w Londynie w randze agenta generalnego, w praktyce zajmując się głównie pozyskiwaniem kredytów na pokrycie deficytu budżetowego. Od 1896 do 1905 przewodniczył rządowej Komisji ds. Kolei Podmiejskich (Light Railway Commission). Był także sędzią pokoju oraz zajmował honorowy urząd Lorda Namiestnika Oxfordshire.

### Życie prywatne i śmierć
Jego żoną była Margaret, z domu Leigh, piewczyni kultury wiktoriańskiej i pisarka, znana m.in. z ostrej krytyki sufrażystek. Mieli dwóch synów i cztery córki. W 1909 lord Jersey przeszedł udar mózgu, po którym nigdy nie powrócił już do pełni zdrowia. Zmarł w swojej rodowej siedzibie, Osterley Park (dziś znajdującej się w granicach administracyjnych Londynu), ostatniego dnia maja 1915 roku. Miał 70 lat. Tytuł odziedziczył po nim jego najstarszy syn George, znany odtąd jako 8. hrabia Jersey.